# Toleman
Toleman je bivša britanska momčad Formule 1.
Momčad je osnovao engleski biznismen Ted Toleman. U početku je Toleman sudjelovao u Formuli Ford i Formuli 2, a 1981. počinje natjecanje u Formuli 1. U pet sezona, Toleman je ostvario 3 podija, 2 najbrža kruga utrke, 1 prvo startno mjesto, te ukupno 26 osvojenih bodova. Glavni dizajner momčadi bio je Rory Byrne,a nakon što su propali dogovori s Lanciom u vezi turbo-motora, morali su uzeti Hart motore, koje su koristili u svim sezonama. 
U prvoj sezoni Toleman se uspjeo kvalificirati tek dva puta, dok je 1982. bila nešto bolja. Derek Warwick je VN Nizozemske ostvario prvi najbrži krug utrke, iako je to bila još jedna sezona bez osvojenih bodova. Dolaskom novog sponzora povećan je budžet za 1983. godinu, a i bolid je bio puno pouzdaniji. Opet u Nizozemskoj, Warwick osvaja 4. mjesto i prve bodove za Toleman u Formuli 1. Na VN Monaka 1984., Ayrton Senna je ostvario prvi podij za momčad. Prije početka 1985., Toleman je imao velikih problema s dobavljačem guma. Htio je prijeći na Michelin gume, no objava Michelina da se povlači iz Formule 1, onemogućila je Tolemanu da počne sezonu na vrijeme. Sezonu su završili bez osvojenog boda i s puno odustajanja, pa je nakon završetka sezone Toleman prodao momčad Benettonu. 

## Rezultati
| Godina                                       | Puni naziv momčadi       | Šasija | Motor              | Gume | #  | Vozači             | Utrke             | Bodovi | Poredak |
| -------------------------------------------- | ------------------------ | ------ | ------------------ | ---- | -- | ------------------ | ----------------- | ------ | ------- |
| 1981.                                        | Candy Toleman Motorsport | TG181  | Hart 415T L4 t 1.5 | P    | 35 | Brian Henton       | 13                | -      | -       |
| 1981.                                        | Candy Toleman Motorsport | TG181  | Hart 415T L4 t 1.5 | P    | 36 | Derek Warwick      | 15                | -      | -       |
| 1982.                                        | Candy Toleman Motorsport | TG181C | Hart 415T L4 t 1.5 | P    | 35 | Derek Warwick      | 1                 | -      | -       |
| 1982.                                        | Toleman Group Motorsport | TG181C | Hart 415T L4 t 1.5 | P    | 35 | Derek Warwick      | 5, 9-14           | -      | -       |
| 1982.                                        | Toleman Group Motorsport | TG181C | Hart 415T L4 t 1.5 | P    | 36 | Teo Fabi           | 4-5, 10-11, 13-15 | -      | -       |
| 1982.                                        | Toleman Group Motorsport | TG183  | Hart 415T L4 t 1.5 | P    | 35 | Derek Warwick      | 15-16             | -      | -       |
| 1983.                                        | Candy Toleman Motorsport | TG183B | Hart 415T L4 t 1.5 | P    | 35 | Derek Warwick      | Sve               | 10     | 9.      |
| 1983.                                        | Candy Toleman Motorsport | TG183B | Hart 415T L4 t 1.5 | P    | 36 | Bruno Giacomelli   | 1-4, 6-15         | 10     | 9.      |
| 1984.                                        | Toleman Group Motorsport | TG183B | Hart 415T L4 t 1.5 | P    | 19 | Ayrton Senna       | 1-3               | 16     | 7.      |
| 1984.                                        | Toleman Group Motorsport | TG183B | Hart 415T L4 t 1.5 | P    | 20 | Johnny Cecotto     | 1-4               | 16     | 7.      |
| 1984.                                        | Toleman Group Motorsport | TG184  | Hart 415T L4 t 1.5 | M    | 19 | Ayrton Senna       | 5-13, 15-16       | 16     | 7.      |
| 1984.                                        | Toleman Group Motorsport | TG184  | Hart 415T L4 t 1.5 | M    | 20 | Johnny Cecotto     | 5-9               | 16     | 7.      |
| 1984.                                        | Toleman Group Motorsport | TG184  | Hart 415T L4 t 1.5 | M    | 20 | Stefan Johansson   | 14-16             | 16     | 7.      |
| 1985.                                        | Toleman Group Motorsport | TG185  | Hart 415T L4 t 1.5 | P    | 19 | Teo Fabi           | 4-16              | -      | -       |
| 1985.                                        | Toleman Group Motorsport | TG185  | Hart 415T L4 t 1.5 | P    | 20 | Piercarlo Ghinzani | 10-16             | -      | -       |
| Od 1986. god. Toleman postaje biti Benetton. |                          |        |                    |      |    |                    |                   |        |         |

## Vanjske poveznice
- statsf1.com